# The Groovers
The Groovers è stato un gruppo rock formatosi in provincia di Novara nel 1989.
Leader del gruppo è stato il cantante Michele Anelli, affiancato da Paolo Montanari alla tastiere ed alla fisarmonica oltre a molti musicisti che si sono susseguiti in formazione. Il loro stile musicale si ispira alla tradizione rock and roll americano con una forte componente di roots rock, psichedelia e negli dopo il 2000 un forte componente combat rock. I testi sono rigorosamente in inglese.

## Storia
Dopo un primo singolo distribuito dalla rivista Urlo pubblicano nel 1993 il primo album Songs for the Dreamers, prodotti da Max Marmiroli dei Rocking Chairs, in un brano suona Mel Previte, poi con la band di Ligabue, l'album è composto da brani autografi ad eccezione di When I Can Really Love di Neil Young.
Dopo un secondo album, Lost Ballads contenente 9 brani di cui tre cover ed uscito solo su cassetta pubblicano nel 1995 Soul Street, che viene prodotto da Paolo Bonfanti e mixato ad Austin in Texas.
L'album successivo September Rain del 1997, prodotto da Anelli, vede le presenze come ospiti di Paolo Bonfanti e Moreno Zanghi (ex Settore Out). Viene eletto dalla rivista Buscadero disco italiano dell'anno..
Anelli forma nel 1999 con Evasio Muraro i Flamingo, gruppo più folk e con testi cantati in italiano. Nel 2000 ritorna col gruppo, ora solo duo (Anelli e Montanari) con cui pubblica That's all folks!!, e l'EP Do You Remember the Working Class?.
Entra nel gruppo Evasio Muraro, mentre Montanari rinuncia all'attività concertistica. Esce nel 2003 A Handful of Songs about Our Times (vol. 1).
Sempre nel 2003 Anelli, Muraro e Montanari partecipano con Tommaso Leddi degli Stormy Six all'album Io lavoro, per la rivista L'Ernesto.
Ritorna a pieno servizio Montanari ed il gruppo pubblica Revolution - a Handful of Songs about Our Times vol.2, seconda parte del lavoro uscito 5 anni prima ispirato nei testi anche questo da cantautori impegnati socialmente come Woody Guthrie o Billy Bragg e musicalmente ad un indie rock caratteristico di gruppi come Black Rebel Motorcycle Club e Hoodoo Gurus.
Nel 2009 ricevono il premio "Fuori dal Controllo" per la carriera al MEI poco prima di sciogliersi dopo vent'anni di attività.

## Discografia

### Album
- 1993 - Songs for the Dreamers (Fandango rec./IRD)
- 1995 - Soul Street (Fandango rec./IRD)
- 1997 - September Rain (Fandango Music/Il Levante/IRD)
- 2000 - That's all folks!! (Fandango/Wolvernight/IRD)
- 2003 - A Handful of Songs about Our Times (vol. 1) (Cement Mixer Music/Audioglobe)
- 2008 - Revolution - a Handful of Songs about Our Times vol.2 (Fandango Music/Audioglobe)

### EP
- 1990 - The Groovers - My land  (allegato rivista Urlo n. 33) [vinile]
- 2001 - Do You Remember The Working Class? (Fandango Music/Audioglobe)

### Tape K7
- 1994 - Lost Ballads (Fandango rec)

### Compilation
- Tape - AA.VV. – The soundtrack 1st. auth. European comp. (Mamorro, Bilbao – Spagna, 1990)  o   The Groovers, mix alternativo del brano New wild road
- Lp – AA.VV. – Movimenti italiani (produzioni Il giorno del sole, 1991)  o    The Groovers, mix alternativo del brano My land
- Cd - AA.VV. – The Belgian Mania Goes To Italy (Boom records/Face records, 1992) contiene una versione alternativa del brano “Windy nights for the heroes” (l’originale è pubblicato in The GROOVERS – Song for the dreamers – 1993)
- Cd. AA.VV. – Instabile e lubrificante (Wolvernight prod., 1996)  o   The Groovers con i brani Mary don’t worry e TV Breakdown
- Cd – AA.VV. – Suoni di Liberazione (Suoni di Liberazione, 2001) The Groovers “Workin’ man revisited”
- Cd – AA.VV. – Not in my name (Suoni di Liberazione, 2002):  o   The Groovers con il brano di Country Joe Fish McDonald I-Feel-Like-I'm-Fixin'-To-Die-Rag

### Partecipazioni e riconoscimenti
- The Groovers – il brano Many loves (testo di Allen Ginsberg, musica di Michele Anelli) è stato eseguito a Conegliano Veneto il 10 giugno 1995 alla manifestazione “Omaggio a Fernanda Pivano”. Sul palco a Fernanda Pivano, Allen Ginsberg, Francesco Guccini, Fabrizio De André, Claudio Lolli. Il brano, pubblicato successivamente in un'altra versione sull’album September rain (1997), fu scelto a seguito di una sorta di concorso nazionale.
- Cd – GANG – Il seme e la speranza (CIA, 2005) vv.aa. This land is your land (Woody Guthrie)
- The Groovers - Premio al MEI 2009 per la ventennale carriera della band
- The Groovers/Michele Anelli – Premio ANPI Ovest Ticino 2009 alla carriera dei Groovers e al lavoro svolto nel canto popolare da Michele Anelli

## Formazione
- Michele Anelli (voce, chitarra elettrica ed acustica, dal 1989 al 2009)
- Paolo Montanari (hammond, tastiere, fisarmonica, dal 1991 al 2009)
- Evasio Muraro (basso, dal 1992 al 1993 - successivamente basso, chitarra acustica, dal 2001 al 2009)
- Massimiliano Ferraro (batteria, dal 2002 al 2009)
- Alessandro Doglioli (chitarre, dal 1992 fino al 2004)
- Alberto Pedretti (basso, dal 1993 fino al 1995)
- Daniele Negro (batteria, dal 1994 fino al 1996)
- Damiano Valloggia (batteria, dal 1996 fino al 1998)
- Alberto Paracchini (basso, dal 1996 fino a 1998)
- Daniele Parolini (batteria, dal 1991 al 1992)
- Ivan Bozzetti (batteria, dal 1990 al 1991)
- Nicola Bianchi (batteria, dal 1989 al 1990)
- Leandro Spennacchi (chitarra elettrica e acustica, dal 1989 al 1992)
- Francesco Bordin (basso, dal 1989 al 1992)
- Giorgio Feltrin  (chitarra elettrica, dal 1992 al 1993)
- Fabio Stucchi (batteria, dal 1992 al 1993)